# 小行星8383
小行星8383（英語：8383）是一颗围绕太阳公转的小行星。1992年10月25日，T. Hioki、早川修司在奥多摩町发现了此天体。
这颗小行星的绝对星等为352.6298221836894等。